# Савек
Савек (грч. Βαμβακόφυτο, Вамвакофито) је насељено место у општини Синтика у периферији Средишња Македонија, Грчка. Према попису из 2021. године било је 825 становника.
Према бугарском географу и историчару, Василу Канчову, у Савеку је 1900. године живело 1.600 Словена хришћана. Током Првог светског рата село је настрадало и већина мештана је избегла у Бугарску, тако је после рата остало 595 житеља. Због отпора мештана није било насељавања грчких избеглица. На попису из 1928. године Савек је имао 855 становника. Македонски историчар Тодор Симовски, 1998. године наводи да је Савек словенско насеље.